# Günther Debon
Günther Debon (* 13. Mai 1921 in München; † 1. Dezember 2005 in Neckargemünd) war ein deutscher Sinologe.

## Leben

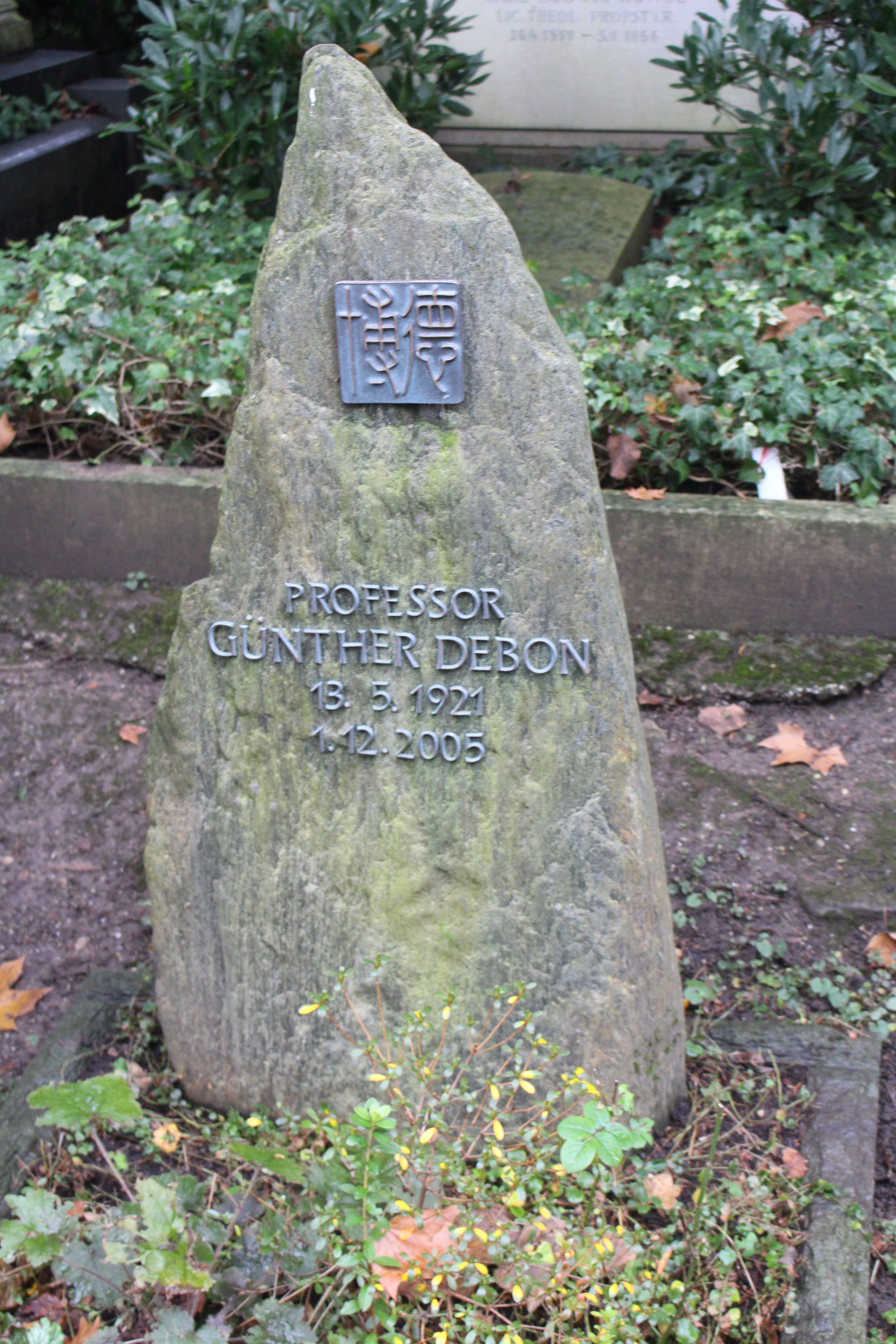
Grabstätte von Günther Debon, Bergfriedhof Heidelberg

Nach seiner Schulzeit in Hannover und Kriegsgefangenschaft in einem britischen Lager studierte Debon ab 1948 (teilweise zusammen mit seinem späteren Kollegen Wolfgang Bauer) Sinologie, Japanologie und Sanskrit in München. 1953 nahm er eine Lehrtätigkeit an der Universität zu Köln auf. 1968 wurde er als Nachfolger von Wolfgang Bauer auf den Lehrstuhl für Sinologie an der Universität Heidelberg berufen. Günther Debon gehört neben Günter Eich zu den profiliertesten deutschen Übersetzern chinesischer Lyrik. Er befasste sich auch mit chinesischen Palindromen.
Ab 1961 publizierte Debon unter dem Pseudonym Ernst Fabian von Beobachtern als seriös und formvollendet klassifizierte Limericks im Buchheim Verlag, später 1978 / 1980 im Langewiesche-Brandt Verlag, Ebenhausen. Dieses Pseudonym lüftete er erst 1997 im Guderjahn-Verlag, Heidelberg.
Nach seiner Emeritierung im Jahr 1986 widmete Debon sich vorwiegend germanistischen Themen (z. B. Goethe und China, Schiller und China). Das berühmte Ginkgo-Gedicht Goethes, das lange Zeit als in Frankfurt angesiedelt galt, lokalisierte er am Heidelberger Schloss.

## Werke
- Herbstlich helles Leuchten überm See. Chinesische Gedichte aus der Tang-Zeit. München: Piper 1953.
- Im Schnee die Fähre. Japanische Gedichte der neueren Zeit. München: Piper 1955.
- Ein weisses Kleid – Ein grau Gebände. Chinesische Lieder aus dem 12.-7. Jh. v. Chr. Mit 8 Bildern. München: Piper 1957.
- Chinesische Geisteswelt von Konfuzius bis Mao Tse-Tung (zusammen mit Werner Speiser). Baden-Baden: Holle 1957.
- Li Tai-bo. Rausch und Unsterblichkeit, Verlag Kurt Desch, München, Wien, Basel 1958.
- Lao-Tse. Tao-Tê-King. Das Heilige Buch vom Weg und von der Tugend. Stuttgart: Philipp Reclam jun. 1979. ISBN 3-15-006798-7
- China. Geschichte, Philosophie, Religion, Literatur, Technik (zusammen mit Wolfgang Bauer, Herbert Franke und Ruprecht Kurzrock). Berlin: Colloquium 1980. ISBN 3-7678-0477-8
- Ostasiatische Literaturen. (Bd. 23, zusammen mit Klaus von See und Ernst Fabian). Wiesbaden: Aula 1984. ISBN 3-89104-071-7
- Mein Weg verliert sich fern in weißen Wolken. Chinesische Lyrik aus drei Jahrtausenden. Heidelberg: Lambert Schneider 1988. ISBN 3-7953-0773-2
- Mein Haus liegt menschenfern, doch nah den Dingen. Dreitausend Jahre chinesischer Poesie. München: Eugen Diederichs 1988. ISBN 3-424-00938-5
- Ein Lächeln Dir. Heidelberg-Gedichte. Heidelberg: Guderjahn 1989. ISBN 3-924973-08-3
- Am Gestade ferner Tage. Japanische Lyrik der neueren Zeit. München: Piper 1990. ISBN 3-492-11241-2
- Das Glück der Welt. Sekundensätze. Heidelberg: Guderjahn 1990. ISBN 3-924973-10-5
- Das Heidelberger Jahr Joseph von Eichendorffs. Heidelberg: Guderjahn 1991. ISBN 3-924973-13-X
- Es gab einen Lehrer in Lehrte. Fast 400 Limericks von Ernst Fabian. Ausgewählt und mit einem Nachwort zur Geschichte des Limericks versehen von Günter Debon. Mit über 60 Zeichnungen von Jules Stauber. Heidelberg: Guderjahn 1997. ISBN 3-924973-80-6
- Ein gutes Jahrtausend. Neue Studien und Essays, Aphorismen und dramatische Szenen. Heidelberg: Guderjahn, 2000. ISBN 3-924973-78-4
- Der Kranich ruft. Chinesische Lieder der ältesten Zeit. Berlin: Elfenbein 2003. ISBN 978-3-932245-62-6
- Qualitäten des Verses. Essay. Berlin: Elfenbein 2009. ISBN 978-3-932245-97-8